# Pedro Barba
Pedro Barba är en kulle i Spanien.   Den ligger i provinsen Provincia de Las Palmas och regionen Kanarieöarna, i den sydvästra delen av landet, 1 500 km sydväst om huvudstaden Madrid. Toppen på Pedro Barba är 245 meter över havet. Pedro Barba ligger på ön Graciosa.
Terrängen runt Pedro Barba är platt åt nordost, men söderut är den kuperad. Havet är nära Pedro Barba åt nordväst. Närmaste större samhälle är Haría, 11,9 km söder om Pedro Barba. 